# 庫爾奇齊亞
50°45′28″N 27°26′26″E / 50.75778°N 27.44056°E
庫爾奇齊亞（烏克蘭語：Курчиця），是烏克蘭北部的村莊，隸屬日托米爾州的茲維亞赫爾區。該村始建於1651年，面積2.3平方公里，海拔高度188米，2001年人口554，人口密度每平方公里240.87人。